# 通谷駅
通谷駅（とおりたにえき）は、福岡県中間市太賀一丁目にある筑豊電気鉄道筑豊電気鉄道線の駅である。駅番号はCK11。

## 歴史
- 1964年（昭和39年）12月27日：開業。
- 1982年（昭和57年）12月28日：下りホームを筑豊直方駅側に60メートル移設。

## 駅構造
相対式ホーム2面2線。上りホームにはテナント型店舗を併設している。無人駅だが定期券発売所が設置されている。
| ホーム | 路線        | 行先                 | 備考 |
| ------ | ----------- | -------------------- | ---- |
| 1      | ■筑豊電鉄線 | 楠橋・筑豊直方方面   |      |
| 2      | ■筑豊電鉄線 | 永犬丸・黒崎駅前方面 |      |

※実際には上記ののりば番号標はない、上記の番号は列車運転指令上の番線番号である。

## 利用状況
2021年度の1日平均乗降人員は1,252人である。
近年の1日平均乗降人員は下表のとおりである。
| 年度               | 1日平均 乗車人員 | 1日平均 乗降人員 |
| ------------------ | ---------------- | ---------------- |
| 2008年（平成20年） |                  | 2,547            |
| 2009年（平成21年） |                  | 2,377            |
| 2010年（平成22年） |                  | 2,153            |
| 2011年（平成23年） | 1,077            | 2,196            |
| 2012年（平成24年） | 932              | 1,835            |
| 2013年（平成25年） | 1,092            | 2,165            |
| 2014年（平成26年） | 1,040            | 2,062            |
| 2015年（平成27年） | 994              | 1,968            |
| 2016年（平成28年） | 1,001            | 1,977            |
| 2017年（平成29年） | 978              | 1,932            |
| 2018年（平成30年） | 816              | 1,670            |
| 2019年（令和元年） | 831              | 1,677            |
| 2020年（令和02年） |                  | 1,310            |
| 2021年（令和3年）  |                  | 1,252            |

## 駅周辺
- 筑豊電気鉄道本社
- 福岡銀行中間支店
- 福岡ひびき信用金庫 中間支店
- 西日本シティ銀行 中間支店
- 遠賀信用金庫
- 井筒屋中間ショップ
- 中間市東部出張所
- 中間通谷郵便局
- なかまハーモニーホール
- 新中間病院
- 中間市立病院
- 福岡県立中間高等学校
- 中間市立中間南中学校
- 中間駅 - JR筑豊本線（福北ゆたか線）

- 餃子の王将イオン中間店

### バス路線
- 西鉄バス（西鉄バス北九州）「通谷電停」停留所 - 中間市内を運行する路線
  - 61,67：塔野口 → 筑鉄中間
  - 61：中間ハーモニーホール → JR中間駅前 → 鳥森 → 筑鉄中間・ 香月営業所
  - 67：中間ハーモニーホール → JR中間駅前 → 岩瀬 → 中鶴 → 中間駅西口 → 新手 → 筑鉄中間・香月営業所

## 隣の駅
筑豊電気鉄道
■筑豊電気鉄道線
西山駅 (CK10) - 通谷駅 (CK11) - 東中間駅 (CK12)